# 端役
端役（はやく）とは、物事の主でない周辺の役割や役目、目立たない話の背景に表れる人物のことを指す。またはその役を担う人の総称。ちょい役（チョイ役）とも呼称される。
話の進行を一時的に助けたり、話の背景を描くために用いられる。あくまで一時的な活動しかないため、名前が呼ばれない場合や、設定されない場合も多い。
対して、物事の主である役割などは、主役や主役に副次的に関わる脇役などがある。

## 役者としての端役
テレビドラマや映画においては、数場面程度しか出演しない役を指す。あまり高度な演技力は必要とされず、演技をする必要が無く、ただ背景に映り込んでいるだけのエキストラと同一視される。ただ、エキストラの多くは臨時雇いの一般人であり、そうでない場合でもエキストラ専門の提供会社に所属する者がほとんどであるのに対し、端役はフリーや無名の役者が演じることが多い。端役も道端の通行人や辺りにいる群衆などの背景としての役であることがほとんどのため、作品を見る側が端役とエキストラを見分けることは難しい。両者の違いは、名前がクレジット表記されるかどうかの違いとも言われる。
演劇分野、特に商業演劇では、そのほか大勢の役が設定されて出演者数が多い作品などには、端役が存在する。登場場面が数分程度、セリフも数行程度で終わることが多い。登場のたびに演じる役が変わることも見られるほか、セリフの無い端役もいる。場面ごとに衣装を替え、動きのみの演技が要求される。本格的に俳優を目指して勉強中の若者らが多いが、有名俳優の付き人を生業にする人が、その俳優の出演する作品の端役として舞台に立つこともある。
小説家や漫画家などにおける原作者・特撮実写作品におけるスーツアクターも含んだ同じメディア・フランチャイズにおける過去作の主役出演者・映像制作者といった実写作品に縁がある関係者が端役を演じる場合は、大抵の場合カメオ出演として扱われている。

## 文学における端役
文学作品において端役とされる場合、その活動が描かれにくいうえに主役、脇役に次ぐ三次的な登場人物を指す。活動がある登場人物は主役・脇役と認知されるため、一場面二場面程度の登場人物が端役とされることが多い。
しかし、『源氏物語』のように大部の作品の場合、比較的長期間登場していても、その積極的な活動が認めがたい場合や、作中でその人物に対して省筆が断られている場合は、端役とされるケースがある。
話の本筋に関わることが少ないために見過ごされがちであるが、端役によって作品に奥行きが生み出されることも多い。